# Dingzhou
Dingzhou (chiń. 定州; pinyin Dìngzhōu) – miasto na prawach w powiatu we wschodnich Chinach, w prowincji Hebei, w prefekturze miejskiej Baoding. W 2000 roku liczba mieszkańców miasta wynosiła 1 107 903. Do 1986 roku funkcjonowało jako powiat Dingxian (定县).
Jako Zhongshan (中山) miasto było stolicą Późniejszego Yan (384-407). W okresie dekady nankińskiej (1927-1937) ówczesny powiat Dingxian stał się miejscem eksperymentalnego programu wdrażanego przez Jamesa Yena. Obejmował on walkę z analfabetyzmem, promocję higieny i oświaty, upowszechnianie nowoczesnych narzędzi i metod uprawy roli. Nadto popierano rozwój ruchu spółdzielczego i rozwój samorządu.